# 三浦淳
三浦 淳（みうら じゅん、1973年 - ）は、プロデューサー。獨協大学卒。

## 来歴・人物
おもに深夜枠の音楽番組・バラエティ番組を手がけ、かつて『音箱登龍門』『デッドエイジ』『ラグ&ピース』など担当。
『お台場明石城』でも音楽番組の「さんまのリクエスト・ナンバー」をプレゼンしたが、製作が遅れて放送したのは「YAMATO」になった2004年10月だった。
2004年6月にフジテレビ社員で結成したバンド「MARS」（マーズ）のベーシスト。
2012年7月にチーフプロデューサーに昇格、神原孝から番組を引き継いだ。
これまでの担当番組の経緯から、フジテレビにおけるジャニーズ事務所担当窓口のひとりとなっている。
2016年6月28日付で編成制作局バラエティー制作センターから制作局第2制作センターに改称。
2017年7月1日付で再改称。
同日付で部長待遇ゼネラルプロデューサーに昇格。
2018年4月から担当番組の一部を太田一平チーフプロデューサーに引き継ぎ、濱野貴敏チーフプロデューサーの一部の担当番組を引き継いだ。
2024年3月までフジテレビジョン退社、バラエティ・音楽番組制作に27年間在籍していた。
2024年4月からテレビ朝日へ移籍、ビジネスソリューション本部ビジネスプロデュース局イベントプロデュースセンターのプロデューサーを務める。

## フジテレビ時代の担当番組

### 制作
レギュラー
- MUSIC FAIR（太田一平と共に、以前はプロデューサー→チーフプロデューサー）

特番
- FNS歌謡祭（2023年～、2017年～2022年まではプロデューサー→チーフプロデューサー）

### チーフプロデューサー
レギュラー
- VS嵐（2012年8月9日〜2020年12月24日）
- 新堂本兄弟（2014年7月〜、以前はディレクター → 演出・プロデューサー → 一時離脱）
- モウソリスト（2014年8月～）
- どぅんつくぱ〜音楽の時間〜
  - 音楽の時間 〜MUSIC HOUR〜
- 魁!音楽番付 Eight
  - 魁!音楽の時間
  - 魁!ミュージック
- 水曜歌謡祭
  - Love music（以前はプロデューサー）
- KinKi Kidsのブンブブーン
- いただきハイジャンプ
- 深夜喫茶スジガネーゼ（2018年4月～2019年9月）
- タイプライターズ〜物書きの世界〜

特番
- エレベーターTV～「CM」フロアにまいりま～す～（2012年12月30日）
- お台場APPSラボ
- 勝手にグランプリ THE出走!
- HEY!HEY!HEY! MUSIC CHAMP
  - HEY!HEY!NEO（以前はチーフプロデューサー）
- あたらしあらし（2013年7月13日・7月20日）
- ぬけがけ御法度倶楽部（2013年12月29日）
- ジャニーズカウントダウンライブ
- 堂本兄弟スペシャル
- キルマニアファミリー（2015年1月11日）
- 超いきものバかりTV〜いきものがかり"ありがとう"のサプライズ〜（2016年6月26日）
- FNS歌謡祭 夏（2018年～2023年、以前はプロデューサー）

### プロデューサー
レギュラー
- キャンパスナイトフジ
- クイズ!ヘキサゴンII
- ショーパン
- ミオパン
- カトパン
- なかよしテレビ
- ナダールの穴
- 今夜はアリエナイト
- 未来ロケット
- みんなとオマエラの歌

特番
- FNSの日26時間テレビ 2009 超笑顔パレード〜爆笑!お台場合宿!!〜
- FNSの日 26時間テレビ2010 超笑顔パレード 絆 爆笑!お台場合宿!!
- FACTORY（ディレクター兼任）
- FNS2008年クイズ!!
- FNS人気番組対抗!オールスタークイズ（協力プロデューサー）
- テレビを輝かせた100人
- YOU vs. 7
- FNSうたの春まつり

### 演出・ディレクター
レギュラー
- チノパン
- エブナイ
- メントレG

特番
- FNS ALLSTARS あっつい25時間テレビやっぱ楽しくなければテレビじゃないもん!
- 新春かくし芸大会（総合演出、第43回（2006年）〜第47回（2010年））